# Kazimierz Romaniuk

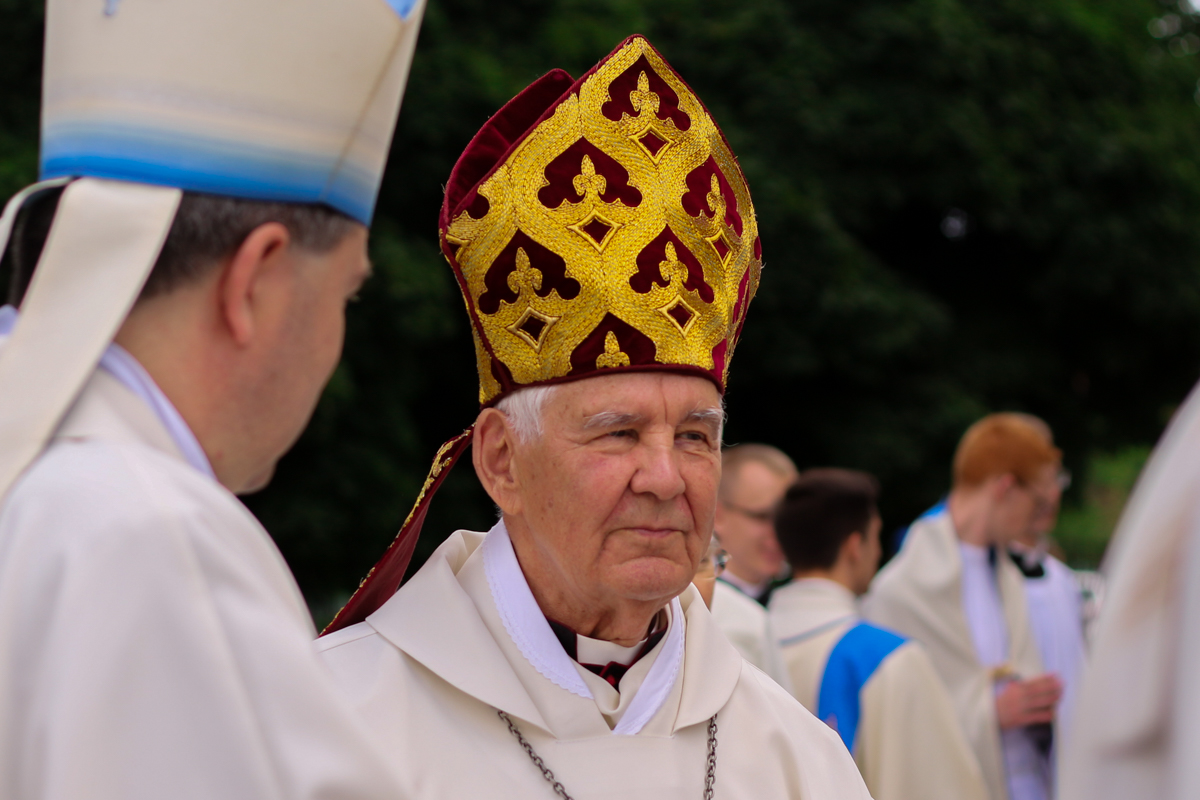
Bischof Kazimierz Romaniuk, 2018

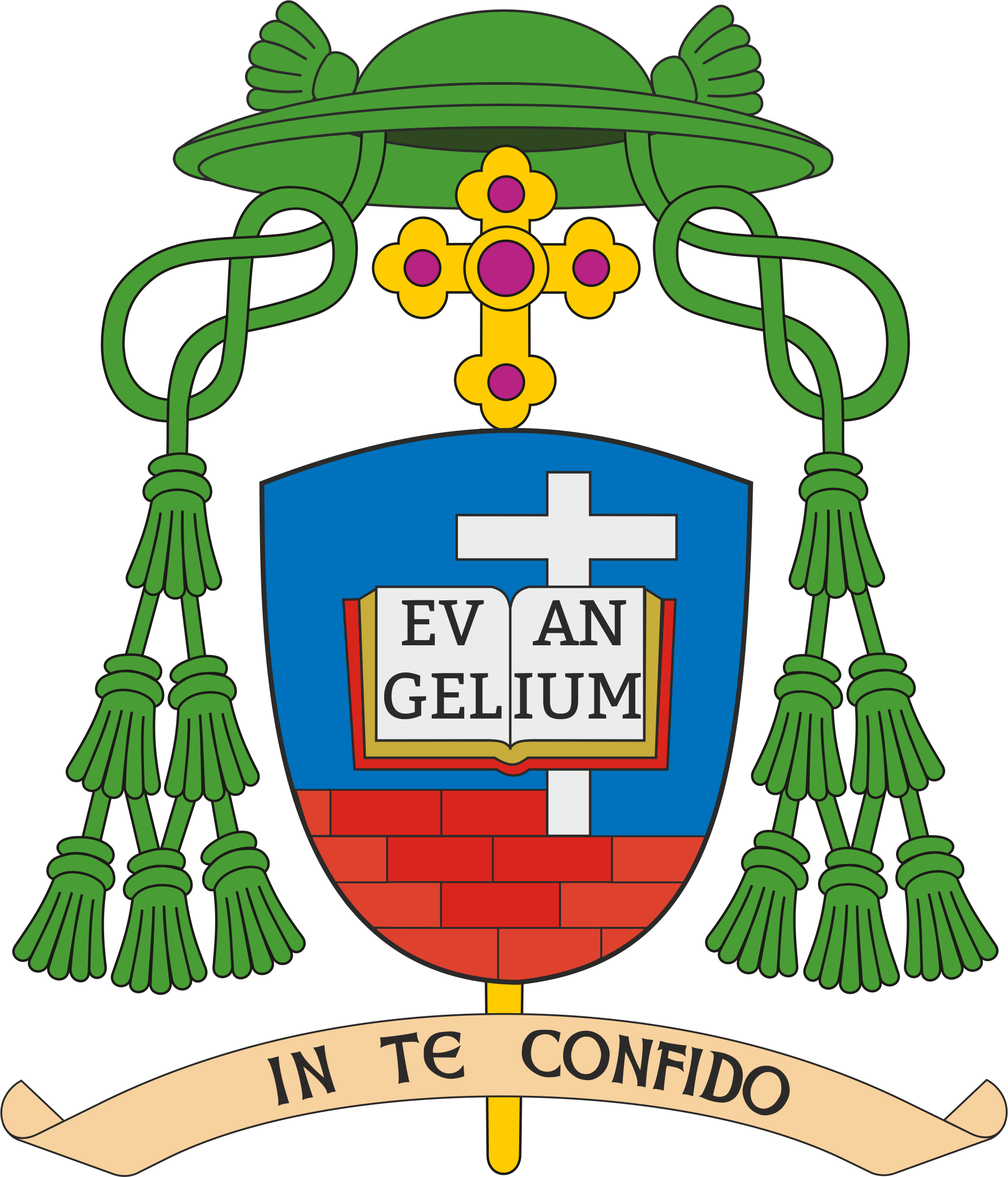
Bischofswappen

Kazimierz Romaniuk (* 21. August 1927 in Holowienki; † 25. Februar 2025 in Warschau) war ein polnischer römisch-katholischer Geistlicher und Bischof von Warschau-Praga.

## Leben
Romaniuk nahm 1944 am Warschauer Aufstand teil und wurde in der Folge im Durchgangslager 121 Pruszków interniert, konnte jedoch fliehen. Nach dem Abitur 1946 studierte er Philosophie und Theologie an der Universität in Warschau. Der Erzbischof von Gnesen und Warschau Stefan Wyszyński spendete ihm am 16. Dezember 1951 die Priesterweihe für das Erzbistum Warschau. Der promovierte Theologe wurde 1954 Dozent und Studienpräfekt des Priesterseminars im Erzbistum, dessen Rektor er im Januar 1971 wurde. Papst Paul VI. verlieh Romaniuk 1973 den Titel Ehrenkaplan Seiner Heiligkeit.
Papst Johannes Paul II. ernannte ihn am 20. Februar 1982 zum Titularbischof von Sicca Veneria und zum Weihbischof in Warschau. Der Erzbischof von Gnesen und Warschau Józef Glemp spendete ihm am 4. März desselben Jahres die Bischofsweihe; Mitkonsekratoren waren die Weihbischöfe in Warschau Jerzy Modzelewski, Bronisław Dąbrowski FDP, Władysław Miziołek und Zbigniew Józef Kraszewski.
Am 25. März 1992 wurde er zum ersten Bischof des am gleichen Datum errichteten Bistums Warschau-Praga ernannt. 1997 vollendete er die erste Übersetzung der Bibel ins Polnische durch eine Einzelperson seit 400 Jahren. Am 26. August 2004 nahm Papst Johannes Paul II. sein altersbedingtes Rücktrittsgesuch an.
Ebenfalls im Jahr 2004 verlieh die Stadt Warschau Romaniuk die Ehrenbürgerschaft.